# Rugby en Argentina en 2019
El rugby en Argentina en 2019 contará con la participación de los Pumas en la Copa Mundial, la organización de la Campeonato Mundial de Juvenil con la participación de los Pumitas, y el debut de los Jaguares XV en la Currie Cup de Sudáfrica como campeón invicto.
Además, la UAR reorganizó el calendario de clubes. El Torneo de la URBA se realizó de marzo a septiembre, mientras que los torneos regionales se disputaron de marzo a julio, y el Torneo del Interior de agosto a septiembre. Finalmente, el Torneo Nacional de Clubes se jugó en octubre y noviembre.

## Pumas

### Rugby Championship
| 21 de julio | Argentina | 16 - 20 | Nueva Zelanda | Estadio José Amalfitani, Buenos Aires |  |

| 27 de julio | Australia | 16 - 10 | Argentina | Estadio Suncorp, Brisbane |  |

| 11 de agosto | Argentina | 13 - 46 | Sudáfrica | Estadio Padre Ernesto Martearena, Salta |  |

- Posición final: 4º puesto

### Preparación
| 17 de agosto | Sudáfrica | 24 - 18 | Argentina | Estadio Loftus Versfeld, Pretoria |  |

### Copa Mundial

#### Fase de grupos
| 21 de septiembre | Francia | 23 - 21 | Argentina | Estadio Ajinomoto, Tokio                                                                                          | |
|                  | Tries Fickou 17' Dupont 21' Conversiones Ntamack (2/2) 18', 22' Penales Ntamack (2/3) 29', 40' Drop López 69' | Reporte | Tries 41' Pagadizábal 51' Montoya Conversiones 42' (1/2) Sánchez Penales 14' (1/1) Sánchez 60', 68' (2/2) Urdapilleta | Árbitro(s): Angus Gardner Jueces de touch: Jaco Peyper Brendon Pickerill Television Match Official: Marius Jonker | Árbitro(s): Angus Gardner Jueces de touch: Jaco Peyper Brendon Pickerill Television Match Official: Marius Jonker |

| 28 de septiembre | Argentina                                                                                  | 28 - 12 | Tonga                                                | Hanazono Rugby Stadium, Higashiōsaka                                                                          | |
|                  | Tries: Montoya 6', 16', 25' Carreras 19' Conversiones: (4/4) Urdapilleta 8', 18', 20', 27' | Reporte | Tries: 29', 65' Veainu Conversión: 31' Takulua (1/2) | Árbitro(s): Jaco Peyper Jueces de touch: Ben O'Keeffe Brendon Pickerill Television Match Official: Rowan Kitt | Árbitro(s): Jaco Peyper Jueces de touch: Ben O'Keeffe Brendon Pickerill Television Match Official: Rowan Kitt |

| 5 de octubre | Inglaterra | 39 - 10 | Argentina                                                                   | Tokyo Stadium, Tokio                                                                                        | |
|              | Tries: May 9' Daly 35' Youngs 40+1' Ford 45' Nowell 74' Cowan-Dickie 80' Conversiones Farrell (3/6) 47', 76', 80+1' Penales Farrell (1/2) 54' | Reporte | Tries 71' Moroni Conversiones 72' (1/1) Boffelli Penal 7' (1/1) Urdapilleta | Árbitro(s): Nigel Owens Jueces de touch: Ben O'Keeffe Andrew Brace Television Match Official: Marius Jonker | Árbitro(s): Nigel Owens Jueces de touch: Ben O'Keeffe Andrew Brace Television Match Official: Marius Jonker |

| 9 de octubre | Argentina | 47 - 17 | Estados Unidos                                                     | Kumagaya Rugby Stadium, Kumagaya                                                                                  | |
|              | Tries: Sánchez 19' Tuculet 25', 35' Mallia 44', 48' de la Fuente 57' Bertranou 71' Conversiones Sánchez (5/6) 21', 25', 45', 49', 57' Urdapilleta (1/1) 72' | Reporte | Tries: 39', 80+3' Scully 60' Lasike Conversión: 61' MacGinty (1/2) | Árbitro(s): Paul Williams Jueces de touch: Jaco Peyper Brendon Pickerill Television Match Official: Graham Hughes | Árbitro(s): Paul Williams Jueces de touch: Jaco Peyper Brendon Pickerill Television Match Official: Graham Hughes |

- Posición final: 3º puesto del grupo C

## Pumas VII

### Masculino

#### Serie Mundial de Rugby 7
- Seven de Dubái: 7.º puesto
- Seven de Sudáfrica: 9.º puesto
- Seven de Nueva Zelanda: 11.º puesto
- Seven de Australia: 9.º puesto
- Seven de Estados Unidos: 4.º puesto
- Seven de Canadá: 7.º puesto
- Seven de Hong Kong: 5.º puesto
- Seven de Singapur: 7.º puesto
- Seven de Inglaterra: 11.º puesto
- Seven de Francia: 7.º puesto
  - Posición final: 9.º puesto

#### Sudamérica Rugby Sevens
- Seven de Punta del Este: 2.º puesto
- Seven de Viña del Mar: 3.º puesto
  - Posición final: 2.º puesto

#### Otros torneos
- Juegos Panamericanos: Campeón invicto
- Rugby X: Campeón

### Femenino
- Seven Femenino de Hong Kong (clasificatorio): Cuartos de final
- Seven Sudamericano de Asunción: 2.º puesto
- Seven Sudamericano de Lima: 3.º puesto
- Juegos Panamericanos: 5.º puesto
- Seven Sudamericano de Montevideo: 2.º puesto

## Argentina XV
Todos los partidos se encuentran en horario de Argentina (UTC -3:00).

### Americas Rugby Championship
| 2 de febrero, 17:00 | Argentina XV | 54 - 3  | Brasil | Neuquén Rugby Club, Neuquén, Argentina |                            |
|                     |              | Reporte |        | Árbitro(s): Joaquín Montes             | Árbitro(s): Joaquín Montes |

| 9 de febrero, 17:00 | Argentina XV | 45 - 14 | Estados Unidos | Marabunta Rugby Club, Cipolletti, Argentina |                                |
|                     |              | Reporte |                | Árbitro(s): Francisco González              | Árbitro(s): Francisco González |

| 23 de febrero, 11:40 | Argentina XV | 35 - 10 | Uruguay | Estadio José Amalfitani, Buenos Aires, Argentina |  |
|                      |              | Reporte |         |                                                  |  |

| 1 de marzo, 19:10 | Canadá | 23 - 39 | Argentina XV | Westhills Stadium, Langford, Canadá |  |
|                   |        | Reporte |              |                                     |  |

| 9 de marzo, 18:00 | Chile | 10 - 85 | Argentina XV | Estadio Santiago Bueras, Santiago, Chile |  |
|                   |       | Reporte |              |                                          |  |

- Posición final: Campeón invicto

### Campeonato Sudamericano
| 11 de mayo, 17:00 | Colombia | 3 - 79  | Argentina XV | Estadio Cincuentenario, Medellín |  |
|                   |          | Reporte |              |                                  |  |

| 18 de mayo, 15:30 | Argentina XV | 55 - 3  | Chile | Tucumán Lawn Tennis, Tucumán |  |
|                   |              | Reporte |       |                              |  |

| 25 de mayo, 16:00 | Brasil | 0 - 62  | Argentina XV | Estadio Independencia, Belo Horizonte |  |
|                   |        | Reporte |              |                                       |  |

- Posición final: Campeón invicto

### Nations Cup
| 4 de junio, 15:30 | Argentina XV | 39 - 25 | Namibia | Estadio Charrúa, Montevideo |                            |
|                   |              | Reporte |         | Árbitro(s): Ben Whitehouse  | Árbitro(s): Ben Whitehouse |

| 9 de junio, 14:00 | Argentina XV | 40 - 48 | Rusia | Estadio Charrúa, Montevideo    |                                |
|                   |              | Reporte |       | Árbitro(s): Francisco González | Árbitro(s): Francisco González |

| 15 de junio, 18:00 | Uruguay | 28 - 15 | Argentina XV | Estadio Charrúa, Montevideo |  |
|                    |         | Reporte |              |                             |  |

- Posición final: 3.º puesto

## Jaguares
A mediados de 2018, Mario Ledesma se convirtió en el entrenador de los Pumas, mientras que Gonzalo Quesada tomó su lugar como entrenados de los Jaguares. Para la temporada 2019, Felipe Ezcurra y Nicolás Sánchez se fueron a clubes europeos, en tanto que Santiago Socino retornó del Viejo Continente.
Los Jaguares finalizaron la fase regular en el primer lugar de la Conferencia Africana, con un saldo de 11 victorias y 5 derrotas. En la fase final triunfaron de locales ante los Chiefs de Nueva Zelanda y los Brumbies de Australia, y perdieron en la final como visitantes ante los Crusaders de Nueva Zelanda.

### Fase regular
Todos los partidos se encuentran en horario de Argentina (UTC -3:00).
| 16 de febrero | Jaguares | 16 - 25 | Lions | Estadio José Amalfitani, Buenos Aires |  |

| 23 de febrero | Jaguares | 27 - 12 | Bulls | Estadio José Amalfitani, Buenos Aires |  |

| 2 de marzo | Jaguares | 23 - 19 | Blues | Estadio José Amalfitani, Buenos Aires |  |

| 9 de marzo | Lions | 47 - 39 | Jaguares | Estadio Ellis Park, Johannesburgo |  |

| 15 de marzo | Stormers | 35 - 8 | Jaguares | Estadio Newlands, Ciudad del Cabo |  |

| 30 de marzo | Jaguares | 27 - 30 | Chiefs | Estadio José Amalfitani, Buenos Aires |  |

| 6 de abril | Bulls | 20 - 22 | Jaguares | Estadio Loftus Versfeld, Pretoria |  |

| 13 de abril | Sharks | 17 - 51 | Jaguares | Estadio Kings Park, Durban |  |

| 27 de abril | Jaguares | 20 - 15 | Brumbies | Estadio José Amalfitani, Buenos Aires |  |

| 4 de mayo | Jaguares | 30 - 25 | Stormers | Estadio José Amalfitani, Buenos Aires |  |

| 11 de mayo | Highlanders | 32 - 27 | Jaguares | Estadio Forsyth Barr, Dunedin |  |

| 17 de mayo | Hurricanes | 20 - 28 | Jaguares | Estadio Westpac, Wellington |  |

| 25 de mayo | Waratahs | 15 - 23 | Jaguares | Sydney Cricket Ground, Sídney |  |

| 1 de junio | Reds | 23 - 34 | Jaguares | Estadio Suncorp, Brisbane |  |

| 8 de junio | Jaguares | 34 - 7 | Sharks | Estadio José Amalfitani, Buenos Aires |  |

| 14 de junio | Jaguares | 52 - 10 | Sunwolves | Estadio José Amalfitani, Buenos Aires |  |

### Fase final
Todos los partidos se encuentran en horario de Argentina (UTC -3:00).
Cuartos de final
| 21 de junio, 19:05 | Jaguares | 21 - 16 | Chiefs | Estadio José Amalfitani, Buenos Aires |                          |
|                    |          | Reporte |        | Árbitro(s): Glen Jackson              | Árbitro(s): Glen Jackson |

Semifinales
| 28 de junio, 20:05 | Jaguares | 39 - 7  | Brumbies | Estadio José Amalfitani, Buenos Aires |                         |
|                    |          | Reporte |          | Árbitro(s): Mike Fraser               | Árbitro(s): Mike Fraser |

Final
| 6 de julio, 4:35 | Crusaders | 19 - 3  | Jaguares | Estadio AMI, Christchurch |                         |
|                  |           | Reporte |          | Árbitro(s): Jaco Peyper   | Árbitro(s): Jaco Peyper |

## Jaguares XV

### Fase regular
| 6 de julio, 10:00 HOA (UTC-3) | Griffons | 43 - 50 | Jaguares XV | North West Stadium, Welkom |  |
|                               |          | Reporte |             |                            |  |

| 13 de julio | Jaguares XV | 54 - 17 | Boland Cavaliers |  |  |

| 20 de julio | Border Bulldogs | 12 - 78 | Jaguares XV |  |  |

| 27 de julio | EP Elephants | 15 - 54 | Jaguares XV |  |  |

| 3 de agosto | Jaguares XV | 83 - 3 | SWD Eagles |  |  |

| 10 de agosto | Valke | 19 - 122 | Jaguares XV |  |  |

| 17 de agosto | Jaguares XV | 42 - 10 | Leopards |  |  |

### Fase final
Semifinales
| 24 de agosto | Jaguares XV | 37 - 27 | Valke |  |  |

Final
| 31 de agosto | Jaguares XV | 27 - 13 | Griffons |  |  |

- Posición final: Campeón invicto
- Referencias:[2]

## Pumas M20
- Sudamericano Juvenil: Subcampeón
- Campeonato Mundial: 4.º puesto

## Pumas M18
- Sudamericano Juvenil M18: Campeón invicto

## Torneos nacionales de clubes

### Torneo Nacional de Clubes
| Posición                  | Equipo               | Región   |
| ------------------------- | -------------------- | -------- |
| Campeón                   | Hindú                | URBA     |
| Subcampeón                | Jockey de Rosario    | Litoral  |
| Semifinales de campeonato | Duendes              | Litoral  |
| Semifinales de campeonato | Marista              | Oeste    |
| Cuartos de final          | GER                  | Litoral  |
| Cuartos de final          | Belgrano             | URBA     |
| Cuartos de final          | Pucará               | URBA     |
| Cuartos de final          | SIC                  | URBA     |
| Fase de grupos            | Córdoba Athletic     | Centro   |
| Fase de grupos            | Jockey de Córdoba    | Centro   |
| Fase de grupos            | Urú Curé             | Centro   |
| Fase de grupos            | Los Tarcos           | Noroeste |
| Fase de grupos            | Natación y Gimnasia  | Noroeste |
| Fase de grupos            | Tucumán Lawn Tennis  | Noroeste |
| Fase de grupos            | Tucumán Rugby        | Noroeste |
| Fase de grupos            | Mar del Plata        | Pampeana |
| Fase de grupos            | Alumni               | URBA     |
| Fase de grupos            | Atlético del Rosario | URBA     |
| Fase de grupos            | CASI                 | URBA     |
| Fase de grupos            | CUBA                 | URBA     |
| Fase de grupos            | La Plata RC          | URBA     |
| Fase de grupos            | Newman               | URBA     |
| Fase de grupos            | Regatas              | URBA     |
| Fase de grupos            | San Luis             | URBA     |

### Torneo del Interior A
| Posición                  | Equipo                   | Región   |
| ------------------------- | ------------------------ | -------- |
| Campeón                   | GER                      | Litoral  |
| Subcampeón                | Marista                  | Oeste    |
| Semifinales de campeonato | Duendes                  | Litoral  |
| Semifinales de campeonato | Urú Curé                 | Centro   |
| Fase de grupos            | Córdoba Athletic         | Centro   |
| Fase de grupos            | Jockey de Córdoba        | Centro   |
| Fase de grupos            | Jockey de Rosario        | Litoral  |
| Fase de grupos            | Los Tarcos               | Noroeste |
| Fase de grupos            | Natación y Gimnasia      | Noroeste |
| Fase de grupos            | Tucumán Lawn Tennis      | Noroeste |
| Fase de grupos            | Tucumán Rugby            | Noroeste |
| Fase de grupos            | Mar del Plata            | Pampeana |
| Repechaje                 | Old Resian               | Litoral  |
| Repechaje                 | Universitario de Tucumán | Noroeste |
| Repechaje                 | Sociedad Sportiva        | Pampeana |
| Repechaje                 | Trébol                   | Uruguay  |

### Torneo del Interior B
| Posición                  | Equipo             | Región  |
| ------------------------- | ------------------ | ------- |
| Campeón                   | Palermo Bajo       | Centro  |
| Subcampeón                | CRAI               | Litoral |
| Semifinales de campeonato | CURNE              | Noreste |
| Semifinales de campeonato | Trébol de Paysandú | Uruguay |

## Torneos regionales de clubes

### Torneo Regional del Noroeste
Tabla de posiciones
| Pos         | Equipo              |
| ----------- | ------------------- |
| Campeón     | Universitario (T)   |
| Subcampeón  | Lawn Tennis         |
| Semifinales | Natación y Gimnasia |
| Semifinales | Tucumán Rugby       |